# Кісін Євген Ігорович
Євген Ігорович Кісін (нар. 10 жовтня 1971, Москва) — ізраїльський і британський піаніст-віртуоз російського походження, класичний музикант.

## Біографія
Євген Кісін народився в Москві, в сім'ї інженера Ігоря Борисовича Отмана (1934—2012) і викладачки гри на фортеп'яно Емілії Аронівни Кісін (нар. 1937). У шестирічному віці вступив до музичної школи імені Гнесіних. Перший і єдиний педагог — Анна Павлівна Кантор. Навчався разом з піаністом Володимиром Могилівським.
У віці 10 років вперше виступив з оркестром, виконавши 20-й концерт Вольфганга Амадея Моцарта. Рік по тому дав свій перший сольний концерт. 1984 року (в 12 років) виконав 1 і 2 концерти Фридерика Шопена для фортеп'яно з оркестром у Великому залі Московської консерваторії.
1985 року Євген Кісін вперше виїхав з концертами за кордон, 1987 дебютував у Західній Європі на Берлінському фестивалі. 1988 року виступив з Гербертом фон Караяном на Новорічному концерті Берлінського філармонічного оркестру, виконавши 1-й концерт П. Чайковського.
У вересні 1990 року відбувся дебют Кісіна в США, де він виконав 1 і 2 концерти Шопена з Нью-Йоркським філармонічним оркестром під керуванням Зубіна Мета. А через тиждень музикант виступив з сольним концертом в Карнеґі-холі. У лютому 1992 року Кісін брав участь в церемонії музичної нагороди американської Академії звукозапису Греммі в Нью-Йорку, що транслювалася телебаченням на авдиторію, що складалася з мільярда шестисот мільйонів глядачів. У серпні 1997 року дав сольний концерт на фестивалі «Proms» в лондонському Альберт-голі — перший фортеп'янний вечір за більш ніж 100-річну історію фестивалю.
Кісін веде інтенсивну концертну діяльність в Європі, Америці та Азії, збираючи незмінні аншлаги; виступав з провідними оркестрами світу під керуванням таких диригентів, як Клаудіо Аббадо, Володимир Ашкеназі, Даніель Баренбойм, Валерій Гергієв, Колін Девіс, Джеймс Лівайн, Лорін Маазель, Рікардо Муті, Сейдзі Одзава, Мстислав Ростропович, Євген Свєтланов, Юрій Темірканов, Георг Шолті і Маріс Янсонс; серед партнерів Кісіна по камерній музиці — Марта Аргеріх, Юрій Башмет, Наталія Гутман, Томас Квастгофф, Ґідон Кремер, Олександр Князєв, Джеймс Лівайн, Міша Майський, Ісаак Стерн й інші.
Євген Кісін також виступає з поетичними вечорами на їдиші і російською мовою. Компакт-диск із записами творів сучасної поезії на їдиші у виконанні Є.Кісіна «На клавішах єврейської поезії» вийшов 2010 року. З дитинства володіє сильною єврейською самосвідомістю і розміщує на своєму особистому сайті проізраїльські матеріали. Публікує вірші і прозу на їдиші в нью-йоркській газеті «The Forward». У січні 2019 року за редакцією Бориса Сандлера вийшла його перша збірка віршів і оповідань на їдиші «А ідішер шейгец».
З 1991 року жив у Нью-Йорку, Лондоні і Парижі, в даний час живе в Празі. У 2002 році Євген Кісін отримав підданство Великобританії.
Концерти сезону 2013 року піаніст присвятив своєму батькові, який помер 31 травня 2012 року.
У грудні 2013 року Євген Кісін став громадянином Ізраїлю. Він отримав посвідчення особи і ізраїльський паспорт в ході урочистої церемонії, на якій були присутні глава Сохнута Натан Щаранський і міністр абсорбції Софа Ландвер.

### Погляди
Під час російського вторгнення в Україну, пубічно висловив підтримку українському народу.
Піаніст брав безпосередню участь у багатьох благодійних концертах в підтримку українців, зокрема «Концерт для України» в Карнегі-холл у Нью-Йорку та Дюссельдорфі. У одному з постів першої леді України Олени Зеленської в Фейсбуці Євгену через це висловилась подяка.

## Премії і нагороди
Є. Кісін ніколи не брав участі в конкурсах виконавців, проте є лауреатом численних премій, до числа головних можна віднести:
- Премія Академії музики «Chigiana» «Кращий піаніст року» (Італія, 1991)
- Премія журналу «Musical America» «інструменталісти року» (1994)
- Почесна премія «Тріумф» (Росія, 1997)
- Премія імені Шостаковича (Росія, 2003)
- Премія імені Караяна (Німеччина, 2005)
- Премія «Греммі» в категорії «Кращий класичне сольне виконання на музичному інструменті» за виконання творів Скрябіна, Метнера і Стравінського (США, 2006)
- Премія імені Бенедетті Мікеланджелі (Італія, 2007)
- Премія «Греммі» 2010 року в номінації «кращий сольний інструментальне виконання з оркестром» за запис другого і третього концертів для фортеп'яно Сергія Прокоф'єва[14].

У травні 2001 року Кісіну присвоєно звання почесного доктора музики Манхеттенський школи музики, в червні 2005 — почесного члена Королівської академії музики (Лондон), 2009 року — почесного доктора Гонконгського університету, 2010 року — почесного доктора Єврейського університету в Єрусалимі.
У вересні 2012 року, за зміцнення і розвиток вірмено-російських культурних зв'язків, а також за значний внесок у справу надання гуманітарної допомоги постраждалим від катастрофічного землетрусу, що стався в Вірменії 1988 року, Кісін був нагороджений орденом Пошани Республіки Вірменія (25.09.2012).
Введений в Зал слави журналу Gramophone.